# Radostov
Radostov település Csehországban, a Hradec Králové-i járásban. Radostov Boharyně, Libčany, Kunčice, Roudnice, Radíkovice és Hrádek településekkel határos. Lakosainak száma 136 fő (2024. január 1.).

## Népesség
A település lakosságának változását az alábbi diagram mutatja:
| Lakosok száma | 227  | 215  | 202  | 181  | 142  | 133  | 133  | 128  | 137  | 136  |
|               | 1869 | 1900 | 1921 | 1961 | 1980 | 2011 | 2016 | 2019 | 2021 | 2024 |